# Гало (Ријети)
Гало је насеље у Италији у округу Ријети, региону Лацио.
Према процени из 2011. у насељу је живело 244 становника. Насеље се налази на надморској висини од 623 м.